# HD 66552
HD 66552，又名BD+19 1911，SAO 97537、HR 3158，是一颗恒星，视星等为6.15，位于銀經203.35，銀緯24.34，其B1900.0坐标为赤經7h 58m 58.5s，赤緯+19° 24.34′ 30″。